# Франкурвил
Франкурвил (фр. Francourville) насеље је и општина у централној Француској у региону Центар (регион), у департману Ер и Лоар која припада префектури Шартр.
По подацима из 2011. године у општини је живело 760 становника, а густина насељености је износила 41,17 становника/km². Општина се простире на површини од 18,46 km². Налази се на средњој надморској висини од 157 метара (максималној 157 m, а минималној 137 m).

## Демографија
| 1962. | 1968. | 1975. | 1982. | 1990. | 1999. | 2011. |
| ----- | ----- | ----- | ----- | ----- | ----- | ----- |
| 473   | 508   | 475   | 550   | 805   | 797   | 760   |

График промене броја становника у току последњих година